# Бунмеи
Бунмеи (文明) је јапанска ера (ненко) која је настала после Онин и пре Чокјо ере. Временски је трајала од април 1469. до јула 1487. године и припадала је Муромачи периоду. Владајући монарх био је цар Го Цучимикадо.

## Важнији догађаји Бунмеи ере
- 1468. (Бунмеи 2, седми месец): Ичиџо Канејоши је у својој 69 години живота разрешен дужности кампакуа.[3]
- 18. јануар 1471. (Бунмеи 2, двадесетседми дан дванаестог месеца): Бивши цар Го-Ханазоно умире у 52 години живота.[3]
- 16. април 1473. (Бунмеи 5, деветнаести дан трећег месеца): Јамана Созем умире у својој 70 години.[4]
- 1478. (Бунмеи 10): Филозоф Ичиџо Канера (1402–1481.) објављује дело „Бумеи ито-ки“ (О јединству знања и културе) која говори о политичкој етици и шест дужности једног принца.[1]
- 21. фебруар 1482. (Бунмеи 14, четврти дан другог месеца): Настављена је изградња Сребрног павиљона.[5]